# Phymatopsallus huachucae
Phymatopsallus huachucae är en insektsart som beskrevs av Knight 1964. Phymatopsallus huachucae ingår i släktet Phymatopsallus och familjen ängsskinnbaggar. Inga underarter finns listade i Catalogue of Life.